# Episodi de La valle dei dinosauri (seconda stagione)
La seconda stagione della serie televisiva La valle dei dinosauri è stata trasmessa in anteprima negli Stati Uniti d'America dalla NBC tra il 6 settembre 1975 e il 29 novembre 1975.
| nº | Titolo originale             | Titolo italiano | Prima TV USA      | Prima TV Italia |
| -- | ---------------------------- | --------------- | ----------------- | --------------- |
| 1  | Tar Pit                      |                 | 6 settembre 1975  |                 |
| 2  | The Zarn                     |                 | 13 settembre 1975 |                 |
| 3  | Fair Trade                   |                 | 20 settembre 1975 |                 |
| 4  | One of Our Pylons Is Missing |                 | 27 settembre 1975 |                 |
| 5  | The Test                     |                 | 4 ottobre 1975    |                 |
| 6  | Gravity Storm                |                 | 11 ottobre 1975   |                 |
| 7  | The Longest Day              |                 | 18 ottobre 1975   |                 |
| 8  | The Pylon Express            |                 | 25 ottobre 1975   |                 |
| 9  | Nice Day                     |                 | 1º novembre 1975  |                 |
| 10 | Baby Sitter                  |                 | 8 novembre 1975   |                 |
| 11 | The Musician                 |                 | 15 novembre 1975  |                 |
| 12 | Split Personality            |                 | 22 novembre 1975  |                 |
| 13 | Blackout                     |                 | 29 novembre 1975  |                 |